# راس الطيرة
راس طيرة  قرية فلسطينية من قرى الضفة الغربية وتتبع محافظة قلقيلية، ومن القرى التي وقعت تحت الاحتلال الإسرائيلي في حرب 1967.